# Erhard Bodenschatz
Erhard Bodenschatz, född 1576, död 1636, var en tysk präst och musiker. 
Bodenschatz var kantor i Schulpforta till 1603 och sedan präst i den sachsiska byn Osterhausen. Han blev känd genom sitt stora verk Florilegium Portense (Leipzig, del 1 1603, del 2 1621), i vars båda band 115 respektive 150 flerstämmiga motetter av olika komponiste är upptagna.